# Культур-Лига
Культу́р-Ли́га, Култур-Лиге (идиш קולטור-ליגע‎ — Лига еврейской культуры) — объединение еврейских художников, писателей, режиссёров и издателей, созданное в городе Киеве в начале 1918 года для развития культуры на языке идиш.
Организация включала различные секции: образовательную, издательскую, библиотечную, музыкальную, театральную, литературную и художественную. В 1918 году отделы Культур-Лиги были созданы почти в ста городах и местечках Украины. Затем с конца 1918 года отделения художественной секции Культур-лиги были основаны в ряде городов: Москве, Риге, Варшаве, Витебске, Петрограде, Крыму, Минске, Гродно, Вильне, Белостоке.
В апреле 1918 года прошло учредительное собрание Культур-Лиги и было положено начало созданию двух руководящих органов — Центрального Комитета и Исполнительного Бюро, а главой Исполнительного Бюро был выбран первый министр по еврейским делам в правительстве Центральной Рады Украины Моисей Зильберфарб.
Членами и участниками организации были Александр Тышлер, Марк Эпштейн, Иссахар-Бер Рыбак, Борис Аронсон, Ниссон Шифрин, Иосиф Эльман, Исаак Рабинович, Марк Шагал, Эль Лисицкий, Абрам Маневич, Соломон Никритин, Сарра Шор, Иосиф Чайков, Давид Гофштейн, Перец Маркиш, Лейб Квитко, Хаим Шлойме Каздан, Авром Голомб, Моисей Береговский, Михаил Мильнер и другие. Художники члены Культур-Лиги одними из первых в Киеве использовали элементы абстракции в иллюстрациях к книгам.
Во второй половине 1920 года советская власть распустила Центральный комитет Культур-Лиги и учредила вместо него свое Организационное бюро где почти все были коммунистами. Почти все учреждения Культур-Лиги были насильно отобраны советской властью и переданы Наркомпросу. Формально можно сказать, что Культур-Лига ещё существовала до 1924 года (уже как член советского Евобщесткома), а после закрытия Культур-Лиги очень многие еврейские деятели искусства покинули СССР и работали в странах Европы и в Америке.